# 밴티지 포인트
《밴티지 포인트》(Vantage Point)는 미국에서 제작된 피트 트레비스 감독의 2008년 액션, 스릴러, 드라마 영화이다. 데니스 퀘이드 등이 주연으로 출연하였고 닐 H. 모리츠 등이 제작에 참여하였다.
2008년 2월 22일 초연이 있은 뒤 국내 시장에서 72,300,000 달러의 수익을 거둬들였다. 감독의 음성 해설, 캐스팅 배우와의 인터뷰가 담긴 이 영화의 와이드스크린 DVD, HD 블루에이 디스크 에디션은 2008년 7월 8일 미국에서 출시되었다.

## 출연

### 주연
- 데니스 퀘이드 : 토마스 반즈 역
- 매튜 폭스 : 켄트 테일러 역
- 포레스트 휘태커 : 하워드 윌리스 역
- 브루스 맥길 : 필 맥걸러프 역

### 조연
- 에드가르 라미레스 : 자비에 역
- 세이드 타그마오우이 : 수아레즈 역
- 아예렛 주러 : 베로니카 역
- 조 샐다나 : 앤디 존스 역
- 시고니 위버 : 렉스 역
- 윌리엄 허트 : 대통령 애쉬턴 역
- 제임스 르그로스 : 테드 에인킨 역
- 에두아르도 노리에가 : 엔리케 역
- 리차드 T. 존스 : 홀든 역
- 홀트 맥칼라니 : 홀트 맥칼리니 역
- 레오나르도 남 : 케빈 크로스 역
- 돌로레스 히르디아 : 마리 역
- 저스틴 선드퀴스트 : 목사 역
- 숀 오브라이언 : 카빅 역
- 호세 카를로스 로드리게즈 : 시장 소토 역
- 로드리고 카체로 : 루이스 역
- 길예르모 이반 : 펠리페 역
- 셀비 펜너 : 그레이스 릭스 역
- 아리 브릭맨 : 비밀 서비스 요원 역
- 브라이언 맥거번 : 마크 레인하트 역
- 리사 오웬 : 미국인 여자 역
- 로시오 버드조 : 폴리나 역

### 단역
- 크리스 듀랑드

## 기타
- 공동제작: 리카도 델 리오
- 공동제작: 태니아 랜도
- 미술: 브리짓 브로치
- 의상: 루카 모스카
- 배역: 사라 핀
- 배역: 랜디 힐러
- 배역: 칼라 훌

## 같이 보기
- 플래시백 (이야기)
- 하이퍼링크 시네마
- 가게무샤